# Parevania longicalcar
Parevania longicalcar är en stekelart som beskrevs av Jean-Jacques Kieffer 1911. Parevania longicalcar ingår i släktet Parevania och familjen hungersteklar. Inga underarter finns listade i Catalogue of Life.